# Malta (gradbeni material)
Malta je vezivno gradivo, katerega temeljne sestavine so agregat (običajno pesek), mineralno vezivo in voda.  Uporablja se za zidanje in ometavanje, pa tudi za izdelavo zidov, stropov in talnih oblog.

## Vrste malte

### Zračne malte
Zračne malte vežejo in se strjujejo samo na stiku z zrakom, zato se njihovo strjevanje upočasni v zelo vlažnem okolju.
Med pogosteje uporabljane sodijo:
- apnena (vezivo je apno)
- mavčna (vezivo in agregat nadomešča mavec)
- glinena (vezivo je ilovica, pogosto se ji za večjo trdnost dodaja slama; uporabljale so jo že antične civilizacije v Mezopotamiji in Egiptu)
- šamotna
- magnezitna

### Hidravlične malte
Hidravlične malte vežejo tako na zraku, kot tudi v vodi.
Med najpogosteje uporabljane hidravlične malte sodijo:
- cementna (vezivo je cement)
- podaljšana cementna (cementu ter pesku pred mešanjem z vodo dodamo apno)
- polimerna (polimerno vezivo, ki ustvari monolitno mrežasto matrico)
- hidravlična apnena